# 미하네 아이
미하네 아이(일본어: 美羽 愛 みはね あい[*], 7월 12일 - )는 다카라즈카 가극단 하나구미에 소속되어 있는 여역이다.
오사카부 토요나카시 출신, 시립제17중학교 출신이다. 키 162cm, 애칭은 "아와짱(あわちゃん)", "아이(あい)", "아와(あわ)"이다.

## 약력
2016년, 다카라즈카 음악학교에 입학.
2018년 다카라즈카 가극단 104기생으로 입단. 호시구미 공연 「ANOTHER WORLD／Killer Rouge」로 초무대. 그 후 하나구미에 배속.
2021년, 유즈카 레이ㆍ호시카제 마도카 톱 콤비 대극장 오히로메 공연 「겐로쿠 바로크로크」로 신인공연 첫 히로인. 원래는 2020년에 공연 한 유즈카 레이 ㆍ 하나 유우키 톱 콤비 대극장 오히로메 공연 「하이카라씨가 지나간다」로 첫 히로인을 맡을 예정이었으나, 코로나 바이러스 확산에 의해, 신인공연이 중지되어서 하지 못하였다.

## 주요 무대
| 기간 (월) | 소속 | 제목                                   | 공연장                                 | 배역                                              | 비고                                      |
| --------- | ---- | -------------------------------------- | -------------------------------------- | ------------------------------------------------- | ----------------------------------------- |
| 2018년    |      |                                        |                                        |                                                   |                                           |
| 4 - 6     | 호시 | ANOTHER WORLD                          | 다카라즈카 대극장                      |                                                   | 초무대                                    |
| 4 - 6     | 호시 | Killer Rouge                           | 다카라즈카 대극장                      |                                                   | 초무대                                    |
| 7 - 10    | 하나 | MESSIAH -이문ㆍ아마쿠사 시로-          | 다카라즈카 대극장 도쿄 다카라즈카 극장 |                                                   |                                           |
| 7 - 10    | 하나 | BEAUTIFUL GARDEN -백화요란-            | 다카라즈카 대극장 도쿄 다카라즈카 극장 |                                                   |                                           |
| 11 - 12   | 하나 | 멜란콜릭 지고로                        | 전국투어                               |                                                   |                                           |
| 11 - 12   | 하나 | EXCITER!! 2018                         | 전국투어                               |                                                   |                                           |
| 2019년    |      |                                        |                                        |                                                   |                                           |
| 2 - 4     | 하나 | CASANOVA                               | 다카라즈카 대극장 도쿄 다카라즈카 극장 | 마농 발레치 (신인공연)                            | 본역 : 마이소라 히토미                    |
| 6         | 하나 | 사랑하는 ARENA                         | 요코하마 아리나                        |                                                   |                                           |
| 8 - 11    | 하나 | A Fairy Tale -푸른 장미의 정령-        | 다카라즈카 대극장 도쿄 다카라즈카 극장 | 샤롯트의 어린시절 (11살) 넬리 그리피스 (신인공연) | 본역 : 하루히 우라라                      |
| 8 - 11    | 하나 | 샤름!                                  | 다카라즈카 대극장 도쿄 다카라즈카 극장 |                                                   |                                           |
| 2020년    |      |                                        |                                        |                                                   |                                           |
| 7 - 11    | 하나 | 하이카라씨가 지나간다                  | 다카라즈카 대극장 도쿄 다카라즈카 극장 |                                                   |                                           |
| 2021년    |      |                                        |                                        |                                                   |                                           |
| 1 - 2     | 하나 | PRINCE OF ROSES -왕관에 이끌린 사나이- | 바우홀                                 | 앤 네빌                                           |                                           |
| 4 - 7     | 하나 | 아우구스투스 -존엄한 자-               | 다카라즈카 대극장 도쿄 다카라즈카 극장 |                                                   |                                           |
| 4 - 7     | 하나 | Cool Beast!!                           | 다카라즈카 대극장 도쿄 다카라즈카 극장 |                                                   |                                           |
| 8 - 9     | 하나 | 슬픔의 코르도바                        | 전국투어                               | 소니아                                            |                                           |
| 8 - 9     | 하나 | Cool Beast!!                           | 전국투어                               |                                                   |                                           |
| 11 - 12   | 하나 | 겐로쿠 바로크로크                      | 다카라즈카 대극장                      | 카에데 키라 (신인공연)                            | 본역 : 호시카제 마도카 신인공연 첫 히로인 |
| 11 - 12   | 하나 | The Fascination!                       | 다카라즈카 대극장                      |                                                   |                                           |
| 2022년    |      |                                        |                                        |                                                   |                                           |
| 1 - 2     | 하나 | 겐로쿠 바로크로크                      | 도쿄 다카라즈카 극장                   | 카에데                                            |                                           |
| 1 - 2     | 하나 | The Fascination!                       | 도쿄 다카라즈카 극장                   |                                                   |                                           |
| 3 - 4     | 하나 | TOP HAT                                | 우메다 예술 극장                       | 메이드 (도나)                                     |                                           |
| 6 - 9     | 하나 | 순례의 해 ~리스트 펠렌츠. 영혼의 방황~ | 다카라즈카 대극장 도쿄 다카라즈카 극장 |                                                   |                                           |
| 6 - 9     | 하나 | Fashionable Empire                     | 다카라즈카 대극장 도쿄 다카라즈카 극장 |                                                   |                                           |